# B jak Brzydula
B jak Brzydula (niem. Verliebt in Berlin, 2005–2007) – niemiecka telenowela, wzorowana na kolumbijskiej telenoweli Brzydula, wyprodukowana przez Grundy UFA TV Produktions GmbH we współpracy z Phoenix Film. Zadebiutowała 21 sierpnia 2006 w niemieckiej telewizji Sat.1, natomiast w Polsce na antenie TVN Siedem 7 września 2009.

## Opis fabuły

### Sezon 1
Pierwsza seria opisuje wydarzenia w firmie odzieżowej „Kerima”, której właścicielem i założycielem jest Friedrich Seidel (Wilhelm Manske). Aby firma dalej mogła się rozwijać kontrolę nad firmą przejmuje jego syn David Seidel (Mathis Künzler). Do firmy zostaje zatrudniona nowa sekretarka – Elisabeth Plenske „Lisa” (Alexandra Neldel), która nie jest zbyt piękna, jest jednak mądra i skromna. W bardzo krótkim czasie zakochuje się w Dawidzie oraz zostaje prezesem firmy.

### Sezon 2
Seria druga skupia się wokół Bruno Lehmanna (Tim Sander), który jest przyrodnim bratem Lisy. Przybywa do Berlina by zobaczyć się ze swoim ojcem Berndem. Tutaj zakochuje się w młodej, ale zamężnej projektantce Norze Lindberg (Julia Malik). Miłość szybko przerodziła się w zauroczenie, a po krótkim czasie zakochuje się ponownie, jego wybranką stała się Kim (Lara-Isabelle Rentinck), która jest młodszą siostrą Davida Seidela (Mathis Künzler).

## Obsada
- Alexandra Neldel jako Elisabeth Maria „Lisa” Seidel,
- Mathis Künzler jako David Hieronymus Seidel
- Volker Herold jako Bernd Plenske
- Ulrike Mai jako Helga Plenske
- Wilhelm Manske jako Friedrich Seidel
- Olivia Pascal jako Laura Seidel
- Hubertus Regout jako Hugo Haas
- Gabrielle Scharnitzky jako Sophie von Brahmberg
- Nina-Friederike Gnädig jako Sabrina Hoffmann
- Bärbel Schleker jako Yvonne Kuballa
- Laura Osswald jako Hannah Refrath
- Lara-Isabelle Rentinck jako Kim Seidel
- Karim Köster jako Richard von Brahmberg
- Hubertus Regout jako Hugo Haas
- Stefanie Höner jako Inka Pietsch